# Bagher Khan

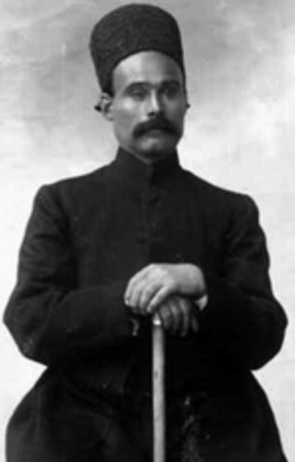
Bagher Khan

Bagher Khan oder Bagher Chan (* 1861 in Täbris; † Oktober 1916 in Ghaser Schirin; persisch باقر خان) war einer der militärischen Führer und Freiheitskämpfer der Konstitutionellen Revolution des Iran.

## Leben
Bagher Khan wurde im Jahr 1861 im Bezirk Khyaban von Täbris als Sohn des Haj Reza Banna, eines Maurers, geboren. Der Bezirk Khyaban zählt zu den ältesten Bezirken von Täbris. Bagher Khan hat vor der Revolution ebenfalls als Maurer gearbeitet.
Nach dem Beschuss des Parlaments in Teheran im Jahre 1908 beteiligte sich Bagher Khan unter der Führung von Sattar Khan am Kampf gegen die Truppen von Mohammed Ali Schah, der die konstitutionelle Regierung abgesetzt und das Parlament aufgelöst hatte. Nach der ersten Niederlage der Freiheitskämpfer von Täbris wollte Bagher Khan zunächst den Kampf aufgeben. Sattar Khan, der den Bezirk Amir Khiz gegen die Regierungstruppen halten konnte, ermutigte ihn jedoch, den Kampf gegen Mohammed Ali Schah fortzusetzen.
Unter der Führung von Sattar Khan und Bagher Khan konnte die konstitutionelle Bewegung weiter an Zulauf gewinnen und die Belagerung von Täbris durch die Truppen Mohammed Ali Schahs beendet werden. Die konstitutionelle Kommunalverwaltung von Täbris verlieh ihm den Titel Salar-e-Melli (Größe der Nation). Der Sieg der Kämpfer von Täbris hat letztlich die konstitutionelle Bewegung im Iran vor dem Untergang bewahrt und zum Sturz von Mohammed Ali Schah geführt.
Nach der Besetzung von Täbris durch russische Truppen verließen die Freiheitskämpfer und Sattar Khan und Bagher Khan Täbris und gingen nach Teheran. Dort wurden sie feierlich empfangen. Bagher Khan verließ 1916 Teheran Richtung Ghasre Schirin an der Grenze zum Irak. Dort wurde er von einer kriminellen Bande angegriffen, ausgeraubt und enthauptet.
Bagher Khan wird als mutig und ehrlich beschrieben. Bagher Khan hatte einen Sohn namens Sadegh Khan.